# Vol Loganair 670A
Le 27 février 2001, le vol Loganair 670A, un vol cargo régulier effectué par un Short 360, pour le compte de Royal Mail, entre Édimbourg, en Écosse, et Belfast, en Irlande du Nord, s'est écrasé dans les eaux du Firth of Forth vers 17 h 30, heure locale, en tentant d'y effectuer un amerrissage forcé ; les corps des deux pilotes, les seuls occupants de l'avion, ont été retrouvés dans l'épave quelques heures après le crash.

## Avion et équipage
L'appareil accidenté était un Short 360-100 de la compagnie aérienne écossaise Loganair, un bimoteur à turbopropulseur fabriqué par Short Brothers plc en 1987 et immatriculé G-BNMT (numéro de série SH.3723). Il était propulsé par deux moteurs Pratt & Whitney Canada PT6A-67R. Les sièges passagers de l'avion avaient été retirés pour qu'il puisse être utilisé comme avion de transport de marchandise et son certificat de navigabilité était alors valide jusqu'au 15 octobre 2001. Le jour de l'accident, il était chargé de 1 360 kg de carburant et transportait 1 040 kg de fret, pour un poids total au décollage de 10 149 kg ; le poids maximal certifié pour le décollage du Short 360 est de 12 292 kg.
L'équipage était composé du commandant de bord Carl Mason, âgé de 58 ans, titulaire d'une licence de pilote de ligne valide et comptant 13 569 heures de vol à son actif, majoritairement en tant que commandant de bord. Le copilote était Russell Dixon, âgé de 29 ans, également titulaire d'une licence valide et comptant un total de 438 heures de vol.

## Accident

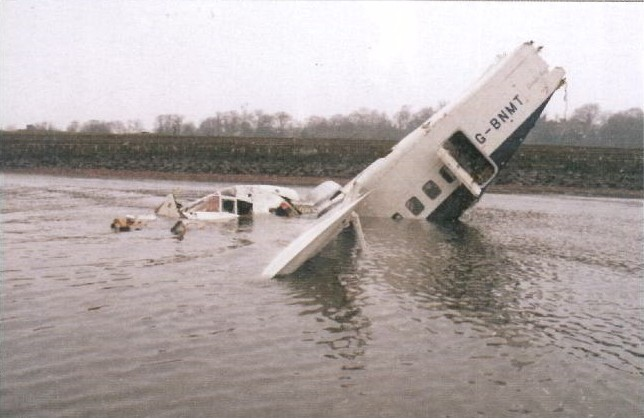
L'épave du vol 670A, dans les eaux du Firth of Forth.

À 17 h 10, heure locale, le copilote Dixon a demandé l'autorisation du contrôle aérien pour le décollage et, après un bref délai, l'équipage a effectué le roulage pour décoller de la piste 06 de l'aéroport d'Édimbourg. Avec le commandant Mason comme pilote en fonction (PF), l'appareil a décollé normalement, suivi d'une réduction normale de la puissance à 1 200 pieds (365 m) au-dessus du niveau de la mer. 
À une altitude de 2 200 pieds (670 m), le copilote a activé les systèmes d'antigivrage pendant que le commandant changeait de fréquence radio. Quatre secondes plus tard, les indicateurs de couple des deux moteurs sont rapidement tombés à zéro et l'avion a subi une perte totale de la poussée des hélices. Alors que le copilote a lancé un appel de détresse sur la fréquence du contrôle aérien, le commandant a amorcé une descente d'urgence, avec une vitesse réduite de 110 nœuds (203 km/h) tout en virant à droite vers la côte. Réalisant qu'il ne pourrait pas atteindre la côte à temps, l'équipage s'est alors préparé à l'amerrissage. 
À une vitesse de 86 nœuds (159 km/h), une assiette à cabré de 6,8°, une aile gauche abaissée de 3,6° et en suivant un cap magnétique de 109°, le vol 670A a percuté la surface de l'eau dans l'estuaire du Firth of Forth, tuant sur le coup les deux pilotes.
Les restes de l'avion ont été retrouvés à environ 65 m du rivage, près de Granton Harbour, avec un angle de 45° en piqué et la moitié avant du fuselage immergée à environ 6 m de profondeur. L'intérieur de l'avion était presque entièrement détruit et le fuselage était fermement enfoncé dans le sable. L'empennage s'était séparé du reste de l'appareil et a été retrouvé flottant dans l'eau, à 100 m à l'est de l'épave principale. Les deux sièges dans le cockpit sont restés fixés au plancher de l'avion.

## Enquête

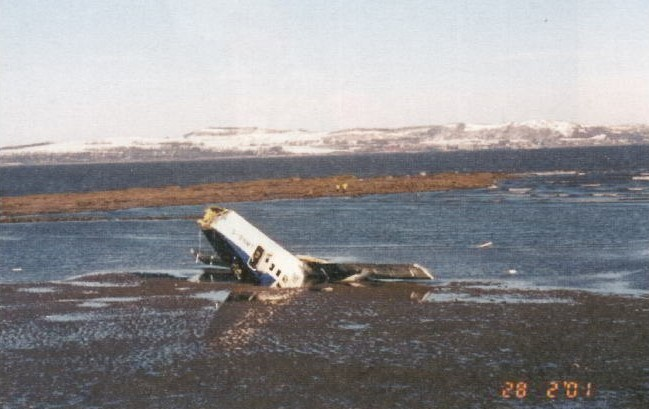
Une autre prise de vue de l'épave, prise peu après l'accident.

L'enregistreur phonique (CVR) et l'enregistreur de paramètres (FDR) ont tous deux été récupérés intacts dans l'épave de l'avion. Celle-ci a finalement été récupérée avec quelques difficultés et a été démontée avant d'être transportée au siège de l'Air Accidents Investigation Branch (AAIB), à Farnborough, pour un examen détaillé. 
Après enquête, il a été conclu que l'accident du vol 670A a été causé principalement par l'absence d'une procédure standard établie permettant aux équipages d'installer les protections sur l'admission d'air des moteurs, dans de mauvaises conditions météorologiques.
L'avion a atterri à Édimbourg à minuit dans des conditions hivernales, avec notamment des risques de chutes de neige, et a ensuite été stationné directement face à des vents de surface modérés à forts pendant environ 17 heures. Comme aucune protection n'avait été placée à l'intérieur des prises d'air des moteurs, le vent a envoyé une quantité importante de neige dans les prises d'air. Ces protections n'étaient pas transportées dans le cadre de l'équipement de bord de l'avion et elles n'étaient pas facilement disponibles à l'aéroport d'Édimbourg. Les informations concernant l'exploitation du Short 360 dans des conditions hivernales, présentes dans le manuel de maintenance du constructeur de l'avion, n'avaient pas été incluses dans le manuel d'exploitation de la compagnie aérienne et n'ont donc pas été respectées. 
L'AAIB a découvert que de grands volumes de neige, voire de la neige mouillée, ont pu s'accumuler là où ils n'auraient pas été facilement visibles pour l'équipage lors de l'inspection pré-vol, les prises d'air des moteurs du Short 360 étant à environ 2,8 m au-dessus du sol. Lors du décollage, cette neige a modifié le flux d'air entrant dans l'admission des moteurs, provoquant l'extinction des deux moteurs après l'ouverture simultanée des aubes anti-givrage des deux moteurs, conformément à la procédure d'exploitation standard. Les enquêteurs ont noté que la sélection séquentielle de l'antigivrage des moteurs avec un intervalle de temps entre les deux aurait empêché l'extinction simultanée des deux moteurs.
Au cours de l'enquête, l'AAIB a été informée d'un accident similaire survenu onze mois avant le crash du vol 670A. Un Short 360 exploité par Avisto Air Service (en) a subi une perte de puissance des deux moteurs lors du décollage, conduisant l'équipage à un amerrissage forcé prés de l'aéroport de Marsa Brega (en), en Libye, causant la mort de 22 des 41 occupants de l'avion. L'origine du problème s'est également avérée être l'accumulation de glace et de neige pendant le fonctionnement des moteurs, à des températures inférieures à 0°.
À la suite de ces deux accidents, plusieurs recommandations ont été émises par l'AAIB et le constructeur de l'avion a suggéré des changements concernant les procédures opérationnelles en vigueur sur les Short 360 opérant dans des conditions météo hivernales, avec des températures proches ou inférieures à 0°.

## Médias
L'accident a fait l'objet d'un épisode dans la série télévisée Air Crash nommé « Amerrissage en mer du Nord » (saison 25 - épisode 5).